# King's Legend
King's Legend is een zeiljacht. Deze Swan 65 heeft meegevaren in de Whitbread Around the World Race in '77-'78 waar ze tweede werd. Momenteel is ze in Nederlandse handen en voert ze chartertochten uit in de Caraïben, Middellandse Zee of Noord-Europa.

## Bouw
King's Legend is gebouwd in de Finse werf van Nautor's Swan, in Piëtarsaaren. De Britse avonturier en gentleman Nick Ratcliff gaf opdracht tot de bouw en betaalde het schip met familiegeld. Het jacht is ontworpen door Sparkman & Stephens, het ontwerpbureau dat verantwoordelijk is voor het leeuwendeel van de Swan-vloot. Met het oog op de Whitbread Around The World Race, waar King's Legend twee jaar later aan deel zou nemen, werd er afgeweken van het destijds gangbare tweemastersmodel. In plaats daarvan werd er een enkele, wat langere mast geïnstalleerd. Het schip is waarschijnlijk in anderhalf jaar tijd gebouwd en was na haar tewaterlating een van de snelste zeiljachten ter wereld.
De eerste thuishaven was het Engelse Cowes, op het Isle of Wight. Hiervandaan bereidde de bemanning zich voor op de Whitbread Race. Afgezien van een gebroken mast, veroorzaakt door een te dunne voorstag, verliepen deze trainingen voorspoedig.  King's Legend werd bevaren door een groep bevriende zeilers. De multinationale bemanning kreeg alleen kost en inwoning betaald, geen salaris. Onder de bemanningsleden bevond zich Skip Novak, een bekende zeiler die uiteindelijk viermaal aan de Volvo Ocean Race, de opvolger van de Whitbread Race, zou deelnemen. Volgens Novak was hij 'op de juiste tijd, op de juiste plek' om op King's Legend als navigator aan te monsteren. Een toevallige ontmoeting in de bar van het Fountain Hotel in Cowes en een ferme handdruk met Ratcliff bezorgde hem een kooi aan boord.

## Whitbread Race
Op 27 augustus 1977 ging de tweede Whitbread Race vanuit Portsmouth van start. Aan de startlijn verschenen vijftien jachten. De tweede Whitbread stond voornamelijk in het teken van een nek-aan-nek race tussen King's Legend en Flyer, een jacht dat onder Nederlandse vlag voer met de welgestelde Conny van Rietschoten aan het roer. In tegenstelling tot de Volvo Ocean Race nu werd de Whitbread Race destijds gevaren door pioniers. Er werd genavigeerd met sextant en radiorichtingzoekers en het loonde om grote risico's te nemen, door bijvoorbeeld zo dicht mogelijk langs de Zuidpool te varen.
Flyer en King's Legend lieten de rest van het wedstrijdveld ver achter zich. Ver in de eerste etappe, duizend zeemijlen voor Kaapstad, voeren de twee schepen nog in elkaars zicht, maar Flyer wist de eerste etappe uiteindelijk te winnen, met een verschil van 2 uur en 4 minuten. In de tweede etappe, tussen Kaap Hoorn en Nieuw-Zeeland, wist King's Legend op een voorsprong van 360 zeemijlen te komen, totdat een lek in het achterschip bij het roer werd ontdekt. Pas na twee hectische dagen kon het lek gedicht worden.  Novak omschreef de gebeurtenis als een "... straffe reminder: deze verlaten oceaan werd alleen bevolkt door albatrossen, walvissen en ijsbergen." De verloren tijd nam een stevige hap uit de voorsprong van King's Legend.
Op de derde etappe, tussen Nieuw-Zeeland en Brazilië, verloor de bemanning de SSB-radio rond Kaap Hoorn, waardoor het schip volledig van de buitenwereld was afgesneden. Doordat de bemanning geen weerberichten meer binnen kreeg, viel King's Legend ver terug in het wedstrijdveld.
King's Legend werd gedurende de Whitbread Race geplaagd door financiële problemen. Naar verluidt heeft Conny van Rietschoten, de voornaamste sportieve tegenstander van Ratcliff, de bemanning van King's Legend financieel bijgestaan om het jacht in de race te houden. Van Rietschoten zou een openstaande hotelrekening in Zuid-Afrika hebben betaald en verderop in de race zou een bedrag van zo'n $30.000 aan King's Legend geschonken zijn. Ratcliff zou ook geweigerd hebben om in Engeland te finishen, omdat hij de btw over het schip nog aan de Britse fiscus verschuldigd was. Gemor onder de bemanning leidde ertoe dat Ratcliff uiteindelijk bakzeil haalde. Met een racetijd van 121 dagen en 11 uur voer King's Legend als tweede over de finish in Portsmouth.

## Na de Whitbread Race
De financiële problemen waarin Nick Ratcliff na de race verkeerde noodzaakte hem het schip te verkopen. King's Legend werd verkocht aan een diamantair uit New York, die het schip kortstondig in zijn bezit had en vooral als feestboot op de Hudson gebruikte. In de eerste twintig jaar na de Whitbread heeft het schip veel verschillende eigenaren gekend. King's Legend heeft onder de Libanese, Belgische en Noorse vlag gevaren. Het schip werd over de hele wereld gesignaleerd, van Australië, tot Zuid-Afrika en de Caraïben.
Het schip is sinds 1999 in handen van een Nederlandse eigenaar. In dat jaar werd het schip gekocht van een Noorse zakenman. Het schip verkeerde in een deplorabele staat. In vijf maanden tijd werd het schip in een IJmuiderse werf gerenoveerd. King's Legend kreeg nieuwe zeilen, een nieuw teakdek en nog veel meer. Het interieur werd geheel gelakt en geschuurd, maar is nog steeds in originele staat. King's Legend zeilt sinds deze refit in de Middellandse Zee, Caraïben en Noord-Europa. Het doet dienst als plezierjacht, maar neemt ook deel aan vele wedstrijden. King's Legend heeft deelgenomen aan de Antigua Sailing Week, de Sint Maarten Heineken Regatta, de Voiles de Saint-Tropez, beide Swan Cups.

## Herkomst van de naam
De naam van King's Legend is ontsproten aan een oude, Engelse legende. Zo'n duizend jaar geleden werden drie Engelse koningen geplaagd door vernietigende rooftochten van Vikingen. De drie koningen besloten om de handen ineen te slaan en smeedden gezamenlijk een plan. De koningen verzamelden al hun schatten, begroeven deze afzonderlijk van elkaar op hun grondgebied en spraken er een vloek over uit.
De eerste keer dat de Vikingen terugkwamen, wezen de dorpelingen de Vikingen naar de eerste begraven schat. De Vikingen, tevreden met deze vette buit, laadden de schat op hun schepen en voeren huiswaarts. Onderweg verdwaalden de Vikingen in een enorme storm en de vloot verging met man en muis.
De tweede keer dat de Vikingen terugkwamen, wezen de dorpelingen naar de tweede begraven schat. Wederom groeven de Vikingen de schat tevreden op, richtten een feestmaal aan en zeilden huiswaarts. Thuis aangekomen bleken ze een dodelijke ziekte meegenomen te hebben en de epidemie vaagde het thuisdorp bijna volledig van de kaart. De Vikingen besloten daarop dat gedeelte van Engeland voortaan te vermijden.
Jaren later besloot een berooide zakenman om met zijn laatst overgebleven geldreserves een racepaard te kopen. Het was alles of niets. Hij noemde het paard Kings' Legend, naar de hierboven beschreven legende. Het paard won de race en het geluk van de zakenman keerde terug. Om de drie koningen en hun legende te eren liet hij een landhuis bouwen op de plek waar de laatst overgebleven schat verborgen zou moeten liggen. Hij noemde het huis Kings' Legend. Na zijn dood aan het einde van de negentiende eeuw kocht de familie Ratcliff het huis.
Toen de jonge Nick Ratcliff een zeiljacht kocht om de Whitbread Race te varen, dacht hij al het geluk in de wereld nodig te hebben. Hij noemde zijn schip Kings' Legend.
In de loop van de tijd is de apostrof in de naam per ongeluk opgeschoven van Kings' Legend (legende van de koningen) naar King's Legend (legende van de koning).

## Bemanning tijdens Whitbread Race
| Naam             | Nationaliteit       |
| ---------------- | ------------------- |
| Ted Allison      | Verenigde Staten    |
| Chris Barker     | Nieuw-Zeeland       |
| Richard Bertie   | Zuid-Afrika         |
| Dave Birchenough | Verenigde Staten    |
| Jean Blondiau    | België              |
| Jack Bossert     | Verenigde Staten    |
| Mike Clancy      | Verenigde Staten    |
| Bryan Dawson     | Nieuw-Zeeland       |
| Chuck McKee      | Verenigde Staten    |
| Skip Novak       | Verenigde Staten    |
| Bill Porter      | Verenigd Koninkrijk |
| Nick Ratcliff    | Verenigd Koninkrijk |
| Hans Savamaki    | Finland             |
| Greg Tuxworth    | Verenigde Staten    |

N.B.: Deze lijst is wellicht incompleet.